# Bartłomiej Wawak
Bartłomiej Wawak (ur. 25 sierpnia 1993 w Bielsku-Białej) − polski kolarz górski, złoty medalista Mistrzostw Europy w Maratonie w Singen (kat. U23), mistrz Polski w różnych kategoriach wiekowych. Uczestnik I Młodzieżowych Igrzysk Olimpijskich w Singapurze. Jeździ w barwach polskiej drużyny Kross Racing Team.

## Kluby
- 2005-2009 – UKS Victoria Kozy
- 2009-2014 – JBG2 Professional MTB Team
- 2015-2018 – Kross Racing Team[1]
- 2019 - Volkswagen Samochody Użytkowe MTB Team[2]
- od 2020 - Kross Racing Team

## Najważniejsze osiągnięcia

### 2018
- złoty medal Mistrzostw Polski w Mrągowie (Elita)

### 2016
- złoty medal Mistrzostw Polski w Gielniowie (Elita)

### 2014
- 6. miejsce Mistrzostwa Świata w Maratonie RPA Pietermaritzberg (Elita)
- 6. miejsce Mistrzostwa Europy w Maratonie Irlandia (Elita)
- Złoty medal Mistrzostw Polski XC Żerków (U23)
- Srebrny medal Mistrzostw Polski XCO Żerków (Elita)
- Złoty medal Mistrzostw Polski w Maratonie XCM Obiszów (U23)
- Srebrny medal Mistrzostw Polski w Maratonie XCM Obiszów (Elita)
- Srebrny medal Górskich Szosowych Mistrzostw Polski Jelenia Góra (U23)
- 4. miejsce overall Andalucía Bike Race
- 10. miejsce Puchar Świata XCO  Albstadt (U23)
- 1. miejsce Puchar Chorwacji MTB – Vodice
- 3. miejsce XCO Premantura Kamenjak Rocky Trail – Pula
- 2. miejsce Mishmar Haemek – Mishmar Haemek #1
- 2. miejsce Mishmar Haemek – Mishmar Haemek #2[3]

### 2013
- Złoty medal Mistrzostw Europy Maraton Singen (U23)
- Złoty medal Mistrzostw Polski XC Żerków (U23)
- 4. miejsce Mistrzostw Polski XC Żerków (Elita)
- 13. miejsce Mistrzostw Europy XC Bern (U23)
- 22. miejsce Mistrzostw Świata w Maratonie (Elita)

### 2012
- Srebrny medal Mistrzostw Polski MTB XC Kielce (U23)
- Srebrny medal Mistrzostw Polski MTB Maraton Dąbrowa Górnicza (U23)
- 1. miejsce Klasyfikacja Generalna Pucharu Polski MTB XC (U23)- 4/5 edycji wygranych
- 3. miejsce Klasyfikacja Generalna Pucharu Europy MTB XC (U23)
- 8. miejsce w wyścigu (C2) Internacional de Rans w Portugalii (Elita)
- 3. miejsce w wyścigu (C1) Puchar Portugalii w Povoa de Lanhoso (U23)
- 8. miejsce w wyścigu (C1) Maros Bike XCO CUP w Rumunii (Elita)
- 4. miejsce Puchar Polski Maraton w Lublinie (Elita)
- 4. miejsce Puchar Polski Maraton w Gdańsku (Elita)
- 2. miejsce w wyścigu (C2) 15.KAMNIŠKI KROS w Kamniku w Słowenii (U23)

### 2011
- Złoty medal Mistrzostw Polski MTB XC Kielce (Junior)
- Złoty medal Mistrzostw Polski MTB Sztafeta XC Kielce
- 1. miejsce Klasyfikacja Generalna Pucharu Europy (Junior)
- 18. miejsce w wyścigu Mountain Bike World Cup – Val Di Sole we Włoszech (Junior)
- 15. miejsce w wyścigu Mountain Bike World Cup – Offenburg w Niemczech (Junior)
- 18. miejsce w wyścigu Mountain Bike World Cup – Dalby Forest w Wielkiej Brytanii (Junior)
- 4. miejsce Puchar Polski Maraton w Białymstoku (Elita)
- 1. miejsce w wyścigu (C1) Plus Grand Prix MTB – Jelenia Góra (Junior)
- 1. miejsce w wyścigu (C1) Grazer Bike -Opening Stattegg  – Graz/Stattegg (Junior)
- 1. miejsce w wyścigu (C1) Kamptal Klassik Trophy – Langenlois (Junior)
- 1. miejsce w wyścigu (C2) JBG-2 MTB Race  – Ustroń (Junior)

### 2010
- 4. miejsce I Młodzieżowe Igrzyska Olimpijskie – Sinagpur (do 18lat)
- Złoty medal Mistrzostw Polski MTB XC Wałbrzych (Junior)
- Złoty medal Mistrzostw Polski MTB Sztafeta XC Wałbrzych
- 1. miejsce w wyścigu (C1) Vacansolei Grand Prix MTB  – Szczawno Zdrój (Junior)
- 1. miejsce w wyścigu (C2) Vacansolei Grand Prix MTB  – Białystok (Junior)
- 2. miejsce w wyścigu (C2) Ostravsky Chachar – Ostrawa w Czechach (Junior)
- 1. miejsce w wyścigu (C2)  Vacansolei Grand Prix MTB – Olsztyn (Junior)
- 1. miejsce w wyścigu (C1) Vacansolei Grand Prix MTB  – Bielawa (Junior)
- 1. miejsce w wyścigu (C1) Vacansolei Grand Prix MTB – Bielawa (Junior)
- 1. miejsce w wyścigu Trofeo Laigueglia MTB Classic – Laigueglia we Włoszech (Junior)
- 2. miejsce w wyścigu (C1) Kamptal Klassik Trophy – Langelois (Junior)

### 2009
- Złoty medal Górskich Mistrzostw Polski na szosie Walim (Junior Młodszy)
- Złoty medal Mistrzostw Polski MTB XC Siepraw (Junior Młodszy)
- Złoty medal Mistrzostwa Polski Sztafeta Kielce
- 1. miejsce w wyścigu o Puchar Prezesa PZKOL (Junior Młodszy)
- 2. miejsce w wyścigu LangTeam Grand Prix MTB – Szczawno Zdrój (Junior Młodszy)
- 1. miejsce w wyścigu LangTeam Grand Prix MTB – Bielawa (Junior Młodszy)
- 1. miejsce w wyścigu LangTeam Grand Prix MTB – Nałęczów (Junior Młodszy)
- 1. miejsce w wyścigu LangTeam Grand Prix MTB – Gdańsk (Junior Młodszy)
- 1. miejsce w wyścigu Puchar Czech XCO – Kutna Hora w Czechach (Junior Młodszy)
- 1. miejsce w wyścigu Powerade MTB Marathon – Istebna (do 19 lat)
- 1. miejsce w wyścigu Maraton wałbrzyski – Wałbrzych (do 19 lat)[4]